# شارون فیچمن
 شارون فیچمن (انگلیسی: Sharon Fichman؛ زادهٔ ۳ دسامبر ۱۹۹۰) یک تنیس‌باز اهل کانادا است.